# Шнайдер, Роберт (художник)
Роберт Шнайдер (нем. Robert Schneider; 1809—1885) — немецкий художник-портретист.

## Биография

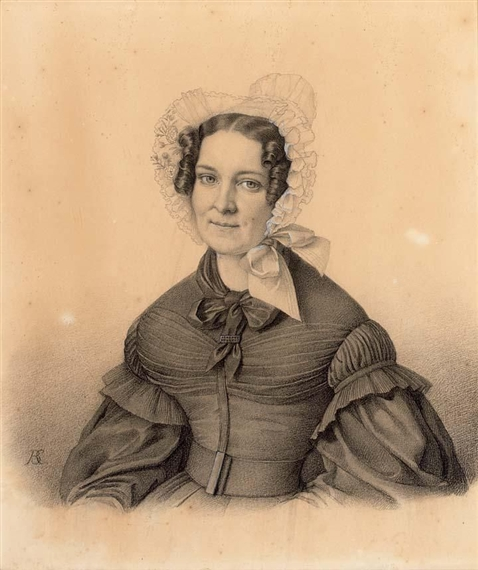
Портрет Wilhelmine Sophie Ferdinande Möring

Родился в 1809 году в Дрездене.
Жил и работал в Германии.
Умер в 1885 году в Гамбурге.